# Peruanskt pepparträd
Peruanskt pepparträd (Schinus molle) är en art som tillhör sumak-familjen. Några av dess närmaste svenska släktingar är lönnen (Acer platanoides) och hästkastanjen (Aesculus hippocastanum). 

## Matlagning
Den torkade frukten från peruanskt pepparträd samt från dess nära släkting brasilianskt pepparträd säljs under namnet rosépeppar.

## Ekologi
Det peruanska pepparträdet sammanblandas lätt med det brasilianska pepparträdet Schinus terebinthifolius därför att både bär och blad liknar varandra och för att de lätt naturaliserar sig i andra länder och t o m kontinenter än de ursprungliga. Men ekologiskt intar de helt åtskilda nischer, därigenom att det peruanska pepparträdet är mycket framgångsrikt på torra marker medan det brasilianska pepparträdet är framgångsrikt på våta marker.